# Kennedy Goss
Kennedy Goss (North York, 19 de agosto de 1986) es una deportista canadiense que compitió en natación.
Participó en los Juegos Olímpicos de Río de Janeiro 2016, obteniendo una medalla de bronce en la prueba de 4 × 200 m libre. Ganó una medalla de oro en el Campeonato Mundial de Natación en Piscina Corta de 2016, en la prueba de 4 × 200 m libre.

## Palmarés internacional
| Juegos Olímpicos                    | Juegos Olímpicos        | Juegos Olímpicos  | Juegos Olímpicos |
| Año                                 | Lugar                   | Medalla           | Prueba           |
| ----------------------------------- | ----------------------- | ----------------- | ---------------- |
| 2016                                | Río de Janeiro (Brasil) | Medalla de bronce | 4 × 200 m libre  |
| Campeonato Mundial en Piscina Corta |                         |                   |                  |
| Año                                 | Lugar                   | Medalla           | Prueba           |
| 2016                                | Windsor (Canadá)        | Medalla de oro    | 4 × 200 m libre  |